# Dvärgrätval
Dvärgrätvalen (Caperea marginata) är den art i underordningen bardvalar som är minst. Dvärgrätvalen är den enda arten i släktet Caperea som i sin tur är det enda släktet i familjen Neobalaenidae. Den är sällsynt och inte särskilt väldokumenterad.

## Utseende och anatomi

Dvärgrätval i jämförelse med en medelstor människa.

Det antas att en kalv är 1,5 till 2,2 meter lång vid födelsen - en två meter lång kalv registrerades för en hona som var cirka 6 meter lång. Storleken på en vuxen individ uppskattas med 4 till 6,5 meter och 3 000 till 3 500 kg. Troligen är honor något större än hannar – den största hannen som strandade på Bruny Island, Australien hade en längd på 6,10 meter medan den största honan som strandade vid Stanley, Tasmanien var 6,45 meter lång. Ryggen på dvärgrätvalen är mörkgrå till svart, och undersidan ljusare grå. Ofta finns ett par ljusare fläckar bakom ögonen.

## Utbredning
Djuret lever på södra halvklotet huvudsakligen mellan 30° och 55° sydlig bredd. På grund av att djuret är så sällsynt finns inga bekräftade uppgifter om utbredningsområdet. Dvärgrätval iakttogs till exempel nära Tasmanien, Nya Zeeland, Sydafrika och vid Falklandsöarna.

## Levnadssätt
Det är inte mycket känt om artens beteende. Det antas att dvärgrätvalen liksom andra rätvalar simmar långsamt och att den lever i mindre grupper. Vid ett tillfälle iakttogs 80 individer vid samma ställe, men det var troligen ett undantag. Vanligen hittas ensamma individer eller par och dvärgrätvalar som simmar tillsammans med andra valar som delfiner, långfenad grindval, vikval eller sejval.  Födan utgörs av hoppkräftor och andra sorter av plankton. Angående fortplantningssättet finns bara gissningar. Troligen är honan 10 månader dräktig och den nyfödda ungen har antagligen en längd av 190 cm. Uppskattningsvis slutar honan efter 5 till 6 månader med digivning.

## Bestånd och bevarandestatus
Det förekommer jämförelsevis ofta att kadaver av dvärgrätval strandar i Australien och Sydafrika. Djuret jagades aldrig kommersiellt och beståndet uppskattas som litet. Endast mellan 1960 och 1970 fångades några exemplar. Grupperna som iakttogs hade upp till 80 medlemmar. Arten listas därför som livskraftig (LC).

## Taxonomi
Under James Clark Ross forskningsresa 1839-43 hittade expeditionens naturforskare ben av en val som tycktes vara en mindre version av de hittills kända rätvalarna. I boken Zoology of the Voyage of HMS Erebus and Terror från 1846 beskrev John Edward Gray den nyupptäckta arten med det vetenskapliga namnet Balaena marginata. 1864 fick Gray en skalle och några ben av en annan individ som han beskrev under släktnamnet Caperea. 1870 beskrev han ytterligare en individ med namnet Neobalaena. Snart blev det klart för Gray att alla tre individer tillhörde samma art som fick namnet Caperea marginata. Caperea är det latinska ordet för "rynka", det syftar på ett ben med veck som Gray hittade i djurets öra. Marginata betyder "avslutas med en gräns" då vissa individer uppvisade en tydlig mörk kant kring barderna.